# آلبرت برالیسفورد
آلبرت برالیسفورد (انگلیسی: Albert Brallisford؛ ۹ اکتبر ۱۹۱۱ – ۱۹۹۱ (۷۹−۸۰ سال)) بازیکن فوتبال اهل بریتانیا بود.
از باشگاه‌هایی که در آن بازی کرده‌است می‌توان به باشگاه فوتبال گلنتوران، باشگاه فوتبال دارلینگتون، باشگاه فوتبال گیلینگام، باشگاه فوتبال بلکپول، و باشگاه فوتبال ساوتپورت اشاره کرد.